# Memoriał Janusza Kusocińskiego 2016
62. Memoriał Janusza Kusocińskiego – międzynarodowy mityng lekkoatletyczny, który odbył się 18 czerwca 2016 na Miejskim Stadionie Lekkoatletycznym im. Wiesława Maniaka w Szczecinie. Zawody zaliczane były do cyklu European Athletics Permit Meeting.
Rywalizacja w rzucie młotem kobiet i mężczyzn zaliczana była do IAAF Hammer Throw Challenge.
Głównym wydarzeniem mityngu było ustanowienie dwóch rekordów memoriału (oba rezultaty były wówczas najlepszymi wynikami na świecie): Anita Włodarczyk w rzucie młotem osiągnęła odległość 79,61, natomiast w skoku wzwyż Kamila Lićwinko pokonała poprzeczkę zawieszoną na wysokości 1,99 m, czym wyrównała swój rekord życiowy na stadionie.
Główny bieg memoriałowy na 800 metrów wygrał Marcin Lewandowski z rezultatem 1:45,68.

## Rezultaty

### Mężczyźni
| Konkurencja:               | 1. miejsce          | Rezultat | 2. miejsce             | Rezultat | 3. miejsce      | Rezultat |
| Bieg na 100 m              | Remigiusz Olszewski | 10,34    | Simone Pettenati       | 10,43 PB | Artur Zaczek    | 10,51    |
| Bieg na 800 m              | Marcin Lewandowski  | 1:45,68  | Leonard Kosencha       | 1:45,69  | Michael Rimmer  | 1:46,13  |
| Bieg na 110 m przez płotki | Dominik Bochenek    | 13,90    | Patryk Bachar          | 14,03    | Jakub Juniewicz | 14,09    |
| Skok o tyczce              | Piotr Lisek         | 5,70     | Paweł Wojciechowski    | 5,70     | Robert Sobera   | 5,60     |
| Skok w dal                 | Adrian Strzałkowski | 7,60     | Krzysztof Lewandowski  | 7,21     | Patryk Bachar   | 7,20     |
| Pchnięcie kulą             | Konrad Bukowiecki   | 21,02    | Michał Haratyk         | 20,87    | Tomasz Majewski | 20,78    |
| Rzut dyskiem               | Piotr Małachowski   | 66,56    | Robert Urbanek         | 65,56    | Mauricio Ortega | 65,06    |
| Rzut młotem                | Paweł Fajdek        | 80,10    | Aszraf Amdżad as-Sajfi | 77,43    | Dilszod Nazarow | 77,20    |
| Rzut oszczepem             | Hubert Chmielak     | 80,41    | Magnus Kirt            | 77,68    | Bartosz Osewski | 76,16    |

### Kobiety
| Konkurencja:               | 1. miejsce              | Rezultat    | 2. miejsce                 | Rezultat | 3. miejsce              | Rezultat |
| Bieg na 100 m              | Ewa Swoboda             | 11,36       | Anna Kiełbasińska          | 11,65    | Marika Popowicz-Drapała | 11,67    |
| Bieg na 400 m              | Justyna Święty          | 52,22       | Małgorzata Hołub           | 52,81    | Patrycja Wyciszkiewicz  | 53,02    |
| Bieg na 800 m              | Anna Sabat              | 2:04,36     | Paulina Mikiewicz-Łapińska | 2:04,37  | Weronika Wyka           | 2:04,94  |
| Bieg na 1500 m             | Angelika Cichocka       | 4:07,67     | Sofia Ennaoui              | 4:08,69  | Renata Pliś             | 4:08,85  |
| Bieg na 100 m przez płotki | Karolina Kołeczek       | 13,15       | Anna Kiełbasińska          | DNF      | –                       | –        |
| Trójskok                   | Anna Jagaciak-Michalska | 14,08w      | Núbia Soares               | 13,40    | Nneka Okpala            | 13,30    |
| Skok wzwyż                 | Kamila Lićwinko         | 1,99 WL =PB | Mireła Demirewa            | 1,97 PB  | Svetlana Radzivil       | 1,91     |
| Skok o tyczce              | Agnieszka Kaszuba       | 4,00 =PB    | Wiktoria Wojewódzka        | 3,80 =PB | Anna Nowak              | 3,60 PB  |
| Rzut młotem                | Anita Włodarczyk        | 79,61 WL    | Sophie Hitchon             | 71,86    | Zalina Marghieva        | 71,83    |